# Chou Yu-Ping (judoka)
Chou Yu-Ping (22 de febrero de 1972) es una deportista taiwanesa que compitió en judo. Ganó una medalla de bronce en el Campeonato Mundial de Judo de 1987, y una medalla de bronce en el Campeonato Asiático de Judo de 1991.

## Palmarés internacional
| Representando a China Taipéi |               |                   |           |
| Campeonato Mundial           |               |                   |           |
| Año                          | Lugar         | Medalla           | Categoría |
| 1987                         | Essen (RFA)   | Medalla de bronce | –48 kg    |
| Campeonato Asiático          |               |                   |           |
| Año                          | Lugar         | Medalla           | Categoría |
| 1991                         | Osaka (Japón) | Medalla de bronce | –52 kg    |